# Malpaisomys insularis
El ratón de malpaís (Malpaisomys insularis) es una especie extinta de roedor que habitó en el Archipiélago Canario hasta hace unos ochocientos años.

## Distribución
Sus restos han aparecido en las islas más orientales del archipiélago. Fuerteventura y Lanzarote, además del islote de La Graciosa. Normalmente habitaba zonas de malpaís, donde sus restos son abundantes.

## Descripción
Roedor de uns 10 cm de longitud, 20 sumando la cola, y unos 40 gr de peso. Los individuos de Fuerteventura eran ligeramente mayores que los de Lanzarote. La longitud de sus extremidades con respecto a su cuerpo era muy parecido a la de las especies de hábitos trepadores.

## Extinción
Los primeros aborígenes de las islas pudieron haber causado su extinción al introducir al ratón doméstico (Mus domesticus). Esta introducción tuvo lugar hace unos 2000 años, y desde entonces la población de ratón de malpaís empezó a declinar hasta ser reemplazado totalmente por este nuevo competidor. Su extinción está fechada hace unos 800 años, es decir, antes de la conquista de Canarias por parte de los españoles.